# Antoon

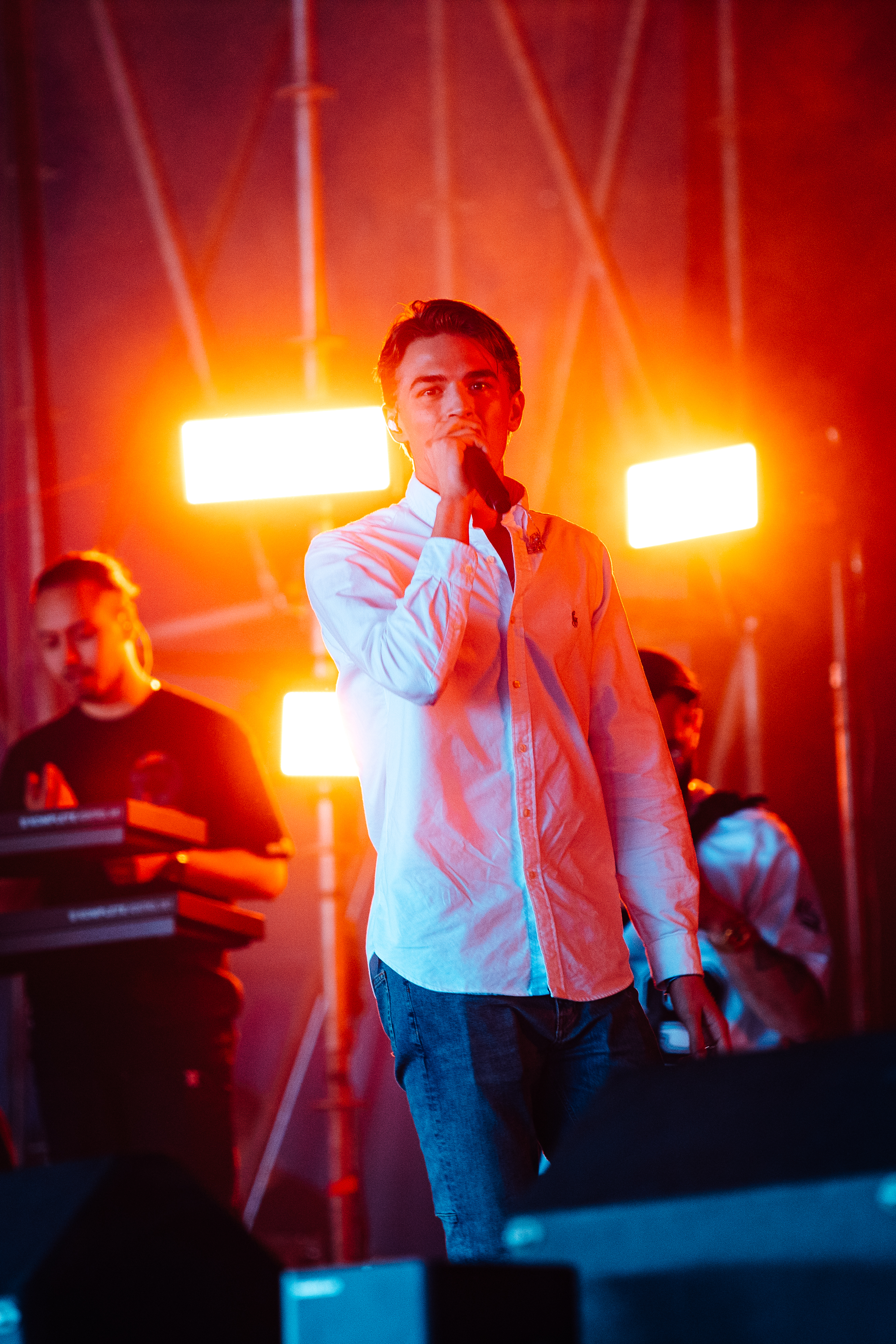
Antoon, 2022

Antoon (* 11. Februar 2002 in Hoorn, bürgerlich Valentijn Verkerk) ist ein niederländischer Sänger und Rapper.

## Karriere
Antoon besuchte mit 15 Jahren die Herman Brood Academy, wo er Big2, Rapper von The Opposites kennenlernte. Im Juni 2020 schaffte er mit seinem Lied Hyperventilatie den Durchbruch und erreichte Platz 11 der niederländischen Charts, woraufhin er einen Plattenvertrag bei Big2s Label Dreamteam Music unterzeichnete. Dort erschien im Folgemonat das Debütalbum De nacht is van ons. Mit Hallo gelang ihm im Februar 2022 ein Nummer-eins-Hit in seiner Heimat.

## Diskografie

### Studioalben
| Jahr | Titel               | Höchstplatzierung, Gesamtwochen, AuszeichnungChartplatzierungen (Jahr, Titel, Platzierungen, Wochen, Auszeichnungen, Anmerkungen) | Höchstplatzierung, Gesamtwochen, AuszeichnungChartplatzierungen (Jahr, Titel, Platzierungen, Wochen, Auszeichnungen, Anmerkungen) | Anmerkungen                          |
| Jahr | Titel               | NL | BEF | Anmerkungen                          |
| ---- | ------------------- | --- | --- | ------------------------------------ |
| 2020 | De nacht is van ons | NL7 Gold · (72 Wo.)NL | — | Erstveröffentlichung: 17. Juli 2020  |
| 2023 | Engel               | NL24 Diamant · (38 Wo.)NL | BEF188 (1 Wo.)BEF | Erstveröffentlichung: 21. April 2023 |

### EPs
- 2020: Heilig Water (mit Big2)
- 2022: Hallo (NL: Platin)
- 2022: Klop klop
- 2024: Gezichten

### Singles
| Jahr | Titel Album                 | Höchstplatzierung, Gesamtwochen, AuszeichnungChartplatzierungen (Jahr, Titel, Album, Platzierungen, Wochen, Auszeichnungen, Anmerkungen) | Höchstplatzierung, Gesamtwochen, AuszeichnungChartplatzierungen (Jahr, Titel, Album, Platzierungen, Wochen, Auszeichnungen, Anmerkungen) | Anmerkungen                                                                    |
| Jahr | Titel Album                 | NL | BEF | Anmerkungen                                                                    |
| --- | --------------------------- | --- | --- | ------------------------------------------------------------------------------ |
| 2020 | Hyperventilatie –           | NL11 ×2Doppelplatin · (8 Wo.)NL | — | Erstveröffentlichung: 5. Juni 2020                                             |
| 2020 | Leuk Engel                  | NL33 ×2Doppelplatin · (6 Wo.)NL | — | Erstveröffentlichung: 27. November 2020 feat. Big2                             |
| 2021 | Bootje Engel                | NL— PlatinNL | — | Erstveröffentlichung: 16. Juli 2021 feat. Paul Sinha                           |
| 2021 | Zo ben jij Engel            | NL— GoldNL | — | Erstveröffentlichung: 1. Oktober 2021 feat. Sterre                             |
| 2021 | Vluchtstrook –              | NL2 ×3Dreifachplatin · (24 Wo.)NL | BEF2 (30 Wo.)BEF | Erstveröffentlichung: 26. November 2021 mit Kris Kross Amsterdam & Sigourney K |
| 2022 | Hallo Engel • Hallo         | NL1 Platin · (14 Wo.)NL | — | Erstveröffentlichung: 24. Februar 2022                                         |
| 2022 | Olivia Engel                | NL5 Platin · (22 Wo.)NL | — | Erstveröffentlichung: 2. Juni 2022                                             |
| 2022 | Klop klop Engel • Klop klop | NL13 (7 Wo.)NL | — | Erstveröffentlichung: 7. Oktober 2022                                          |
| 2024 | Blindelings Gezichten       | NL19 (12 Wo.)NL | BEF32 (4 Wo.)BEF | Erstveröffentlichung: 18. Januar 2024                                          |
| 2024 | Vleugels –                  | NL39 (4 Wo.)NL | — | Erstveröffentlichung: 5. September 2024 mit Kris Kross Amsterdam & Zoë Tauran  |
| 2025 | Beetje van mij –            | NL2 Gold · (17 Wo.)NL | — | Erstveröffentlichung: 6. Februar 2025                                          |
| Folgende Lieder erschienen nicht als Single, wurden aber durch das Album zum Download und Streaming bereitgestellt und konnten somit eine Platzierung erlangen: |                             | | |                                                                                |
| |                             | | |                                                                                |
| 2022 | Hotelschool Engel • Hallo   | NL18 (7 Wo.)NL | — |                                                                                |
| 2022 | Meteoriet Engel • Klop klop | NL33 (7 Wo.)NL | — |                                                                                |

### Gastbeiträge
| Jahr | Titel Album      | Höchstplatzierung, Gesamtwochen, AuszeichnungChartplatzierungen (Jahr, Titel, Album, Platzierungen, Wochen, Auszeichnungen, Anmerkungen) | Höchstplatzierung, Gesamtwochen, AuszeichnungChartplatzierungen (Jahr, Titel, Album, Platzierungen, Wochen, Auszeichnungen, Anmerkungen) | Anmerkungen              |
| Jahr | Titel Album      | NL | BEF | Anmerkungen              |
| --- | ---------------- | --- | --- | ------------------------ |
| Folgende Lieder erschienen nicht als Single, wurden aber durch das Album zum Download und Streaming bereitgestellt und konnten somit eine Platzierung erlangen: |                  | | |                          |
| |                  | | |                          |
| 2023 | Sliden Sliden EP | NL28 Gold · (5 Wo.)NL | — | Ronnie Flex feat. Antoon |

Weitere Gastbeiträge
- 2024: Chinchin (Ronnie Flex feat. Antoon, Lil Kleine, Kraantje Pappie & ADF Samski)

## Auszeichnungen für Musikverkäufe
| Goldene Schallplatte - Niederlande - 2022: für das Lied Tantoe Lekker - 2022: für das Lied Centraal Station - 2023: für das Lied Heilig Water | Platin-Schallplatte - Niederlande - 2022: für das Lied Hotelschool |

Anmerkung: Auszeichnungen in Ländern aus den Charttabellen bzw. Chartboxen sind in ebendiesen zu finden.
| Land/RegionAuszeichnungen für Musikverkäufe (Land/Region, Auszeichnungen, Verkäufe, Quellen) | Gold     | Platin       | Diamant  | Verkäufe  | Quellen |
| -------------------------------------------------------------------------------------------- | -------- | ------------ | -------- | --------- | ------- |
| Niederlande (NVPI)                                                                           | 7× Gold7 | 12× Platin12 | Diamant1 | 1.280.000 | nvpi.nl |
| Insgesamt                                                                                    | 7× Gold7 | 12× Platin12 | Diamant1 |           |         |